# 山形市立第二小学校
山形市立第二小学校（やまがたしりつ だいにしょうがっこう、Yamagata Civic 2nd Elementary School）は、山形県山形市にある公立小学校。略称は「山二小」（やまにしょう）、「山形二小」、山形市内では「二小」（にしょう）とも呼ばれている。

## 概要
JR山形駅の南東側に位置する。山形市発足と同時に開学した公立小学校で2019年に創立130周年を迎え、旧市内では山形一小、山形三小共々長い歴史を誇っている。校章は藤の花房。

## 所在地
- 〒990-0039
山形県山形市香澄町三丁目9番38号

## 学区
- 五日町、上町一丁目～五丁目、篭田一丁目、香澄町三丁目、幸町、十日町四丁目、双葉町一丁目、双葉町二丁目1番地・5番地～12番地、八日町一丁目～二丁目、若葉町1番地～5番地[1]

## 沿革
- 1889年10月1日 - 山形市南部高等尋常小学校として八日町に開校
- 1908年 - 山形市第二尋常小学校と改称
- 1915年 - 現在地(山形市香澄町)に移転
- 1926年 - 高等科を併設、山形市第二高等尋常小学校と改称
- 1939年 - 高等科を山形市立高等小学校に移管し、山形市第二尋常小学校と再改称
- 1941年4月1日 - 山形市第二国民学校と改称
- 1947年4月1日 - 山形市立第二小学校と改称
- 1947年8月28日 - 失火により校舎全焼、2年後復旧
- 1971年4月1日 - 現在の校舎に新築
- 2008年 - 耐震補強工事開始・同年完了

## 学校のシンボル
- 学校のシンボルとしては「藤の花房」があげられる。1894年の山形市南部の大火事の際、校庭にあった藤の古木が校舎類焼の危機を救ったというエピソードから学校のシンボルとなり、1923年の新校章の選定に藤の花房が採用され、現在でも使われている。
- 現在の校歌は戦後制作された2代目で、歌い出しも「紫の藤の花房」である。また校庭にも藤棚が設けられ、児童によって代々大切にされている。

## 卒業後
- 大半の児童は 山形市立第三中学校へ進学する